# Parkermicus polyanosetosus
Parkermicus polyanosetosus är en insektsart som beskrevs av Khalid och Shafee 1988. Parkermicus polyanosetosus ingår i släktet Parkermicus och familjen ullsköldlöss. Inga underarter finns listade i Catalogue of Life.